# Eternos (Marvel Comics)
Los Eternos son una raza ficticia de humanoides que aparecen en los cómics estadounidenses publicados por Marvel Comics. Fueron creados por Jack Kirby e hicieron su primera aparición en The Eternals # 1 (julio de 1976).
En el Universo Marvel, los Eternos son una rama de la humanidad conocida como Homo inmortalis, creada hace un millón de años por los enigmáticos alienígenas Celestiales para defender la Tierra con sus poderes y habilidades sobrehumanos. Sus principales adversarios son los Deviantes, que comparten un origen similar y representan una amenaza regular para la humanidad. Debido a su inmortalidad virtual, los Eternos se han aislado en gran medida de los humanos, con su estado de dios formando la base de varias figuras mitológicas alrededor del mundo.
Desde su aparición, los Eternos han tenido varias series propias, además de cruzarse a otros títulos, como Thor y X-Men. Ellos llegan al Universo Cinematográfico de Marvel en Eternals, dirigida por Chloé Zhao y estrenada el 5 de noviembre de 2021.

## Historial de publicaciones
En 1970, Jack Kirby dejó Marvel Comics para trabajar en DC Comics, donde comenzó la saga de los Nuevos Dioses, una historia épica que involucra conceptos mitológicos y de ciencia ficción, y planeaba tener un final definitivo. Sin embargo, la saga quedó incompleta tras la cancelación de los títulos. Kirby luego comenzó a trabajar en Los Eternos cuando regresó a Marvel. Originalmente titulado "Los Celestiales", Marvel cambió el título a «Regreso de los dioses», llegando incluso a crear una portada de cómic con el nuevo título presentado en la misma fuente que el logotipo del libro de Erich von Däniken «Recuerdos del futuro» (que se tradujo al inglés como «Chariots of the Gods?», lit. Carrozas de los dioses). Sin embargo, el departamento legal de Marvel se involucró y el título cambió nuevamente, esta vez a «Los Eternos». La saga de Los Eternos fue temáticamente similar a la de Nuevos Dioses, y la serie también fue finalmente cancelada sin resolver muchas de sus tramas. Los escritores Roy Thomas y Mark Gruenwald utilizaron los Eternos en una historia de Thor que concluyó en Thor # 301, resolviendo esas persistentes tramas. Posteriormente a la historia de Thor, los Eternos (y la mitología relacionada con ellos) han aparecido o se han mencionado en numerosos cómics de Marvel. En particular, el experimento de los Celestiales sobre la humanidad se ha utilizado para explicar cómo ciertos humanos pueden desarrollar superpoderes. Los Titanianos (creado por Jim Starlin) y Uranianos (creado por Stan Lee) fueron posteriormente reconfigurados como Eternos también.
The Eternals regresó para una miniserie de 12 números en 1985 con el escritor Peter B. Gillis y el dibujante Sal Buscema. Según el historiador de cómics Peter Sanderson, "al editor en jefe Jim Shooter no le gustaban los guiones de Gillis, por lo que Walter Simonson escribió los últimos cuatro números".
En 2000, un cómic de una sola vez llamado New Eternals: Apocalypse Now # 1 presentaba un conflicto más antiguo entre los Eternos y el villano de X-Men Apocalipsis. En 2003, el escritor Chuck Austen y el artista Kev Walker reiniciaron la franquicia para el sello MAX centrado en los lectores maduros de Marvel, lo que resultó en The Eternal.
Neil Gaiman, con el artista John Romita, Jr., crearon una miniserie de 2006, que ayudó a actualizar el papel de los Eternos en el Universo Marvel moderno. Originalmente solicitada como una serie de seis números, se agregó un número adicional a la ejecución porque, según el editor Nick Lowe, "había demasiada historia para encajar en la estructura que nos propusimos. Neil estaba comenzando el número cinco y me dijo que podría necesitar un séptimo número. Simplemente tenía demasiada historia para caber en seis números (incluso con el primero y el sexto de tamaño doble)".
Una cuarta serie de Eternals se publicó como una serie continua de nueve números y una anual de agosto de 2008 a marzo de 2009.
Los Eternos regresaron en Los Vengadores de Jason Aaron y en el número 4 todos murieron en un arco de la historia que involucra a los Celestiales Oscuros. Sin embargo, los personajes resucitaron en su nueva serie en curso lanzada en enero de 2021.

## Historia
Cuando los Celestiales visitaron la Tierra hace un millón de años y realizaron experimentos genéticos en la protohumanidad temprana, crearon dos razas divergentes: los Eternos de larga vida y los Deviantes genéticamente inestables y monstruosamente grotescos. Estos experimentos también llevaron a la capacidad de mutaciones superpoderosas en humanos. También realizaron este experimento en otros planetas (como los mundos de origen Kree y Skrull) con resultados similares.
A pesar de parecer humanos, los Eternos tienen una vida mucho más larga (pero originalmente no eran completamente inmortales) y eso les impidió tener mucho contacto con sus primos humanos. Los eternos tienen una tasa de natalidad baja; pueden cruzarse con humanos, pero el resultado es siempre un humano normal (aunque Joey Athena, hijo de Thena y un humano normal parece haberse convertido en un Eterno con propiedades y poderes de larga duración). A pesar de esto, los Eternos en general han protegido a la raza humana, especialmente de los Deviantes, con quienes siempre han tenido enemistad. Los Eternos también desarrollaron tecnología avanzada.
Hace mucho tiempo, estalló una guerra civil entre los Eternos sobre la conquista de las otras razas, con una facción liderada por Kronos y la otra por su hermano guerrero, Uranos. El lado de Kronos prevaleció, y Uranos y su facción derrotada abandonaron la Tierra y viajaron a Urano, donde construyeron una colonia. Algunos miembros del grupo de Uranos pronto intentaron regresar a la Tierra para reavivar la guerra, pero fueron atacados por una nave Kree que pasaba y obligados a aterrizar en Titán, la luna de Saturno. Allí construyeron otra colonia (los experimentos realizados por los científicos Kree en un Eterno capturado los llevaron a ir a la Tierra y realizar sus propios experimentos genéticos en un grupo de humanos, creando así los Inhumanos).
Un día, los experimentos de Kronos en energía cósmica provocaron una liberación catastrófica de energía en toda la ciudad de los Eternos, Titanos, destruyéndola, activando genes latentes en los Eternos y desintegrando el cuerpo del científico. Los Eternos ahora descubrieron que podían canalizar grandes cantidades de energía cósmica ellos mismos, otorgándoles un poder casi divino. El accidente dejó a Kronos en un estado inmaterial, por lo que hubo que elegir un nuevo líder. Por primera vez, los Eternos se fusionaron en un solo ser, la Uni-Mente, para decidir cuál de los hijos de Kronos, Zuras o A'lars, debería ser el nuevo líder. Zuras fue elegido para ser el Primer Eterno, y A'lars eligió dejar la Tierra para evitar causar otra guerra civil y viajó a Titán.
Allí encontró que una guerra (supuestamente causada por el Dragón de la Luna) había estallado en Titán y había aniquilado a todos menos a un miembro, una mujer llamada Sui-San. A'lars se enamoró de ella y, con el tiempo, repoblaron Titán. Debido a la mezcla de genes activados de A'lars y no activados de Sui-San, estos nuevos Titanianos Eternos no son tan poderosos o inmortales como Terranos Eternos, pero son más poderosos y longevos que los Titanianos Eternos anteriores a la guerra civil. 
Mientras Zuras gobernaba, se construyeron tres nuevas ciudades Eternas. La primera fue Olimpia, ubicada en las montañas de Grecia, cerca del portal principal entre la dimensión de la Tierra y la dimensión de origen de los Olímpicos, lo que llevó a muchos antiguos griegos a confundir a algunos de los Eternos divinos con miembros del panteón olímpico. Finalmente, se llegó a un acuerdo con los dioses en el que algunos Eternos, como Thena, se harían pasar por los Olímpicos ante sus adoradores. Las otras dos ciudades Eternas fueron Polaria (ubicada en Siberia) y Oceana (en el Pacífico).
Hace 18.000 años, los Celestiales regresaron a la Tierra. Los Deviantes los atacaron, pero los Celestiales contraatacaron, lo que resultó en el hundimiento de Mu y Atlantis, y muchos estragos en todo el mundo. Los Eternos ayudaron a rescatar a muchos humanos. Los Celestiales le confiaron a un Eterno llamado Valkin un artefacto de gran poder para su custodia.
En algún momento durante los primeros siglos, Ikaris y los Eternos entraron en conflicto con el mutante inmortal, Apocalipsis. Este conflicto terminó cuando Ikaris y los Eternos lo derrotaron. Ikaris creía que Apocalipsis estaba muerto.
Hace 1.000 años, el dios asgardiano Thor se encontró con algunos Eternos, pero el encuentro se borró de su mente para evitar que se enterara de los Celestiales, que estaban a punto de regresar a la Tierra. Un Eterno llamado Ajak se convirtió en el portavoz de los Celestiales, y se puso a dormir cuando los Celestiales se fueron, para esperar su regreso 1000 años después para juzgar a la humanidad.
A principios del siglo XX, un científico humano se puso en contacto con los Eternos de Urano y fue llevado a vivir con ellos junto con su pequeño hijo, que más tarde se convertiría en Marvel Boy. Los uranianos finalmente fueron asesinados por Deathurge. Después de la Segunda Guerra Mundial, algunos Eternos se aliaron con humanos y Deviantes para formar la Fundación Damocles, que trató de crear una nueva raza de superhumanos para gobernar la Tierra. Algunos Eternos, como Makkari, también estaban activos como superhéroes, o vivían entre humanos, manteniendo oculta su verdadera naturaleza. Los Eternos también ayudaron a trasladar la ciudad de los Inhumanos al Himalaya para mantenerla oculta.
En algún momento, Thanos de los Eternos de Titán casi destruyó su colonia, pero la reconstruyeron y ayudarían a los héroes de la Tierra a oponerse a él en varias ocasiones.

### Edad Moderna
Recientemente, Ikaris conoció al arqueólogo Daniel Damián y a su hija Margo, y los acompañó a una antigua ciudad eterna en los Andes, donde despertó a Ajak. Ajak inició el proceso para recibir a los Celestiales. Estos movimientos alertaron a los Deviantes, quienes decidieron atacar Nueva York y provocar miedo en los humanos contra los celestiales venideros. Cuando los Celestiales regresaron para juzgar el valor de sus creaciones hace unos años, los Eternos se encontraron enfrentándose nuevamente a los Deviantes y decidieron revelar públicamente su existencia a la humanidad. Zuras temía lo que sucedería si los Celestiales juzgaban desfavorablemente. Se encontraron con Thor nuevamente y fueron atacados por el padre de Thor, Odín y los Dioses Olímpicos, que intentaron evitar que interfirieran con los planes de los dioses para atacar a los celestiales. Finalmente, los Eternos decidieron ayudar a los dioses y formaron una Uni-Mente para ayudar en el asalto del Destructor a los Celestiales.
Fueron obligados a disolverse en Eternos por los Celestiales, y el impacto del ataque mató a Zuras. Antes de que su espíritu abandonara por completo el plano material, le ordenó a su hija Thena que llevara a su gente a explorar el espacio. Desde entonces, los Eternos han ayudado a los héroes de la Tierra, particularmente a los Vengadores, contra varias amenazas. También descubrieron la existencia de los Titanianos Eternos.
Algún tiempo después, la aristocracia del Deviante, liderada por el hermano Tode, atacó a Olimpia, secuestró a los Eternos y tuvo la intención de desintegrarlos. El héroe Iron Man (James Rhodes) rescató a los Eternos y los ayudó a derrotar a los Deviantes. Luego, los Eternos transformaron la aristocracia de los Desviantes en un cubo sintético, matándolos. Los Eternos formaron un Uni-Mente para discutir su futuro en la Tierra, después de lo cual la mayoría de los Eternos (liderados por Valkin), fueron a las estrellas. Pero un puñado, los más involucrados en los asuntos terrenales, se quedaron atrás en la Tierra. Thena llegó a liderar a los Eternos restantes, pero sus súbditos no la respetaban mucho.
Con la ascensión del Priestlord Ghaur como líder de los Deviants, los Eternos se unieron a los Vengadores para derrotarlo después de que absorbió el poder de un Celestial y trató de ganar la divinidad. Mientras tanto, Ikaris cuestionó a Thena por sus malas decisiones como líder de los Eternos. Ella estaba siendo sutilmente controlada por una mina de cerebro puesta en ella por Kro. Después de una ceremonia especial, Ikaris la sucedió como líder de los Eternos de la Tierra. La amante de Ikaris, Margo Damian, fue capturada por los secuaces de Ghaur y fue asesinada como resultado de un experimento deviante con ella.
Después de la muerte de su hija, Daniel Damian decidió vengarse de los Deviantes y los Eternos. Con la ayuda de antiguas máquinas de Eternos, forjó una profecía para incitar a la guerra entre las dos razas y transformó a Ajak en un monstruo asesino. Cuando su plan fue descubierto por los Eternos, Ajak volvió a su forma original y lamentó los asesinatos que había cometido, por lo que mató a Damian y a él mismo.
Los Eternos Gilgamesh y Sersi, se convierten brevemente en parte del equipo de superhéroes Vengadores. Cuando Sersi se enfermó con la enfermedad de Mahd Wy'ry, una enfermedad eterna degenerativa e incurable, Ikaris y otros Eternos intentaron llevarla a Olimpia y realizar un rito de limpieza. Sersi rechazó la idea, basándose en que el ritual estaba diseñado para matar al Eterno infectado, y solicitó a su familia que realizara el vínculo de Gann Josin entre ella y su amante, Caballero Negro. Ikaris estaba furioso y realizó el vínculo sin el consentimiento del Caballero. Más tarde, Thena y otros Eternos ayudaron a los Vengadores en la batalla contra los Recolectores y Proctor, quien era un Caballero Negro alternativo y fue quien infectó a Sersi con la enfermedad de Mahd Wy'ry por despecho.
Los Eternos lucharon una vez más contra Ghaur y los Deviantes, con la ayuda de Heroes for Hire. El sacerdote loco trató de formar una Anti-Mente con algunos eternos capturados, para derrotar cualquier invasión de los Celestiales. Más tarde estuvieron en desacuerdo con Apocalipsis y brevemente se hicieron pasar por un equipo de superhéroes llamado New Breed.

### La Pérdida de Memoria y el Soñador Celestial
Los Eternos comenzaron a reaparecer en la Tierra en la nueva versión de Neil Gaiman de los seres inmortales. La mayoría parecía no tener memoria de su propia historia y habilidades, excepto Ikaris, y quedan pocos registros de sus apariciones anteriores. El Eterno conocido como Sprite, enojado por tener que seguir siendo un niño de once años e incapaz de crecer más, logró cambiar la realidad, induciendo amnesia colectiva en los Eternos y distorsionando sus percepciones de la historia. Usó un Uni-Mente con el Soñador Celestial y otros eternos renuentes para lograr su deseo, transformándose en un niño mortal de 11 años. Esto posiblemente puede verse como el intento de Gaiman de retconalgunos detalles de los personajes; Las primeras historias, así como las estadísticas publicadas oficialmente, mostraban a la mayor parte de la generación actual de Eternos, como Ikaris y Thena, con "solo" varias decenas de miles de años, pero la carrera de Gaiman los describe como más cercanos a un millón de años.
Makkari trabajaba como pasante de medicina, Sersi planeaba poner en marcha su negocio de planificación de fiestas. Mientras tanto, Thena trabajaba como científica de armas en Industrias Stark. También estaba casada y tenía un hijo pequeño. Al parecer, Druig estaba vivo de nuevo y era el viceministro de Vorozheika (un país postsoviético ficticio). Ikaris contactó a Makkari, pero no creyó las palabras del eterno sobre el pasado y lo rechazó. Entonces, Makkari se reencuentra con Sersi, se siente atraído por ella y la acompaña a una fiesta que estaba organizando para Druig de Vorozheika. Thena también ayudó. En el partido, los eternos amnésicos son atacados por mercenarios de otra facción del gobierno de Vorozheika. La reunión de los cuatro eternos provocó una recuperación de sus poderes. Ikaris fue capturado por dos deviantes y estaban experimentando formas de destruir su cuerpo, hasta que aparentemente lo mataron con un acelerador de partículas. Sin embargo, Ikaris fue resucitado por una máquina especial en la base antártica de los Eternos. Con sus poderes devueltos, Druig tomó el control de Vorozheika. Thena se libera de los mercenarios que la capturaron y Makkari fue a hablar con Sprite, que ahora era una joven celebridad. Sprite atrapó al Eterno amnésico y le contó sus planes y las razones por las que hizo los cambios de realidad.
Se descubrió que Ajak también había sido revivido y que había sido él quien contrajo a los dos Deviantes. Logró despertar a un Zuras amnésico. Los dos Deviantes lograron secuestrar a Sprite y al atrapado Makkari, usándolo para despertar al Soñador Celestial, que estaba debajo del Golden Gate Park en San Francisco. Al despertar, el Celestial decidió juzgar a la humanidad. Los Eternos, ahora recordando su pasado, llegaron a San Francisco, y al darse cuenta de que no podían detener al Celestial, decidieron dejarlo en paz. Makkari fue transformado por el Celestial en su portavoz. Los Deviantes lo llamaron Skadrach, y lo respetaba, porque el Soñador Celestial era adorado como su dios. Sprite fue asesinado por Zuras debido a sus acciones y el resto de los Eternos se embarcó en una búsqueda para encontrar y reclutar a los otros miembros que de manera similar habían olvidado su verdadero yo debido a los engaños de Sprite.
El Soñador Celestial le contó a Makkari las razones de la creación de los Eternals y Deviantes, y lo ayudó a encontrar más Eternos. Ajak, celoso de la nueva función de Makkari, manipuló a Gilgamesh para que matara a Makkari. Con la ayuda de Sersi, Makkari renació y el Soñador Celestial detuvo una autodestrucción planeada. Entonces los Eternos detuvieron la invasión de la Horda.
Con sus números completados, y con la nueva información proporcionada por Soñador Celestial, los Eternos debatieron qué hacer con la humanidad y los Xeviants: dejarlos en paz, protegerlos o gobernarlos. Formaron otro Uni-Mente para decidir qué hacer y decidieron mantenerse al margen del mundo mortal.

### El Anfitrión Final
Cuando los Celestiales literalmente comenzaron a "llover" sobre la Tierra, los Vengadores se vieron obligados a reunirse nuevamente y justo a tiempo para ver la llegada del Anfitrión Final, que está compuesto por Celestiales Oscuros que son físicamente únicos y fueron los que fácilmente derribaron a sus enemigos hermanos de religión. En un intento por aprender más sobre esta nueva raza de Celestiales, Iron Man y Doctor Strange viajaron a las Montañas de Grecia para tratar de obtener algunas respuestas de Los Eternos. Cuando llegaron Stark y Strange, no se encontraron señales de vida ya que casi todos los Eternos estaban muertos, y Strange dedujo que las heridas fueron autoinfligidas. Solo Ikaris quedó apenas con vida y revela que los Eternos nunca tuvieron la intención de proteger a la Humanidad como pensaban. En cambio, debido a que los Celestiales vieron a la población humana como un patógeno útil para actuar como anticuerpos contra la Horda, los Eternos fueron creados para defender el proceso bajo la falsa impresión de que en realidad estaban protegiendo a la raza humana. Este descubrimiento enloqueció a todos los Eternos, lo que les hizo volverse unos contra otros o suicidarse. Ikaris también puede revelar que la única forma de evitar que el Anfitrión final desate a la Horda es la Uni-mente y envía un mensaje a la mente de Stark antes de morir.

## Poderes y habilidades
Debido a la energía cósmica que impregna el cuerpo de un Eterno y el control mental inquebrantable que tienen sobre sus procesos fisiológicos, los Eternos de la Tierra son efectivamente inmortales. Viven durante milenios, no se fatigan por el esfuerzo físico, son inmunes a enfermedades y venenos, y no se ven afectados por los extremos ambientales de frío y calor. La mayoría no pueden ser heridos por armamento convencional, e incluso si de alguna manera lo son, un Eterno puede regenerar rápidamente cualquier daño siempre que sea capaz de mantener su control mental sobre sus cuerpos; este vínculo mental se puede romper. En la serie de 2006 también se afirmó que los Eternos pueden absorber oxígeno directamente del agua y, por lo tanto, no pueden ahogarse. En la misma serie, Ikaris se sumergió en metal fundido y experimentó un gran dolor, pero ninguna lesión física, que los Deviants atribuyeron a un campo de fuerza que protege a Ikaris incluso cuando está inconsciente. No está claro si todos los Eternos comparten este grado de protección.
En un momento, el límite oficial para la durabilidad de los Eternos era tal que solo podían ser destruidos permanentemente al dispersar las moléculas de sus cuerpos en un área amplia. Se reveló que este grado de durabilidad extrema había aumentado en un grado mucho mayor; como se demostró en la serie limitada Eternals de 2006, se muestra que incluso la dispersión molecular total es insuficiente para destruir un Eterno. Siempre que "La Máquina" (un dispositivo de restauración de origen celestial; posiblemente la Tierra misma) sigue corriendo, cualquier Eterno destruido eventualmente regresará, como fue el caso de Ikaris después de que fue completamente vaporizado por un acelerador de partículas como parte de una serie de "experimentos" realizados sobre él por los Deviantes.
Esta misma energía cósmica se puede canalizar para una serie de habilidades sobrehumanas. Todos los Eternos son potencialmente capaces de:
- Fuerza sobrehumana. Los límites de su fuerza pueden incrementarse como resultado de años de enfocar parte de su energía hacia ese propósito.
- Velocidad sobrehumana, reflejos, agilidad, resistencia y durabilidad.
- Invulnerabilidad.
- Inmortalidad.
- Curación acelerada.
- Proyectar explosiones de conmoción, calor y / o destellos cegadores de energía de sus ojos y manos
- Vuelo (y levitando a otros)
- Lectura / controlar mentes
- Generando ilusiones
- Teletransportación grandes distancias, aunque la mayoría de los Eternos prefieren no usar esta habilidad ya que muchos la encuentran incómoda (y según la serie de 2006, también agota enormemente su reserva de energía cósmica)
- Transmutar objetos, alterando tanto su forma como su composición. (El alcance de esta habilidad puede variar de un Eterno a otro).
- Campo de fuerza.
- Además, grupos de Eternos, tan solo tres a la vez,[54] pueden iniciar una transformación en una Gestalt llamada Uni-Mente, una entidad psiónica enormemente poderosa que contiene la totalidad de la poderes y habilidades de todos los seres que lo componen.

Algunos Eternos eligen concentrarse en un poder en particular para aumentar su efectividad con él. Sersi, por ejemplo, ha desarrollado el poder de transmutación más que cualquier otro Eterno. Además, algunos Eternos eligen enfocar sus energías cósmicas en otras habilidades no estándar. Ikaris, por ejemplo, canaliza la energía cósmica para mejorar en gran medida sus sentidos, mientras que el intruso usa la suya para generar miedo en los demás, y Makkari usa sus energías cósmicas para aumentar la velocidad.

### Limitaciones
La reciente revisión de los orígenes y habilidades de los Eternos introduce una limitación significativa a sus poderes, y posiblemente a su libre albedrío, con numerosas referencias a que los Eternos están "programados" o "cableados". No pueden atacar a sus "amos" celestiales por ningún motivo, ya sea que tomen una decisión consciente para hacerlo o sean engañados para que golpeen accidentalmente a los seres. Cualquier intento de este tipo apaga el cuerpo del Eterno atacante y se supone que es un mecanismo de defensa automático de la armadura de los Celestiales. En una ocasión, cuando los Eternos intentaron formar una Uni-Mente con la intención de mantener dormido al Soñador Celestial, además, los Eternos están obligados a atacar y neutralizar a cualquier ser que ataque a un Celestial.
Como se presenta en el Volumen 3 de Gaiman, los Eternos son conscientes de su papel en la Tierra y los deberes y limitaciones que les imponen los Celestiales. Ikaris se describe a sí mismo como "una unidad de reparación y mantenimiento basada en humanoides dejada atrás por dioses alienígenas desconocidos para asegurarse de que la tierra todavía esté aquí y en buena forma cuando regresen". Zuras formuló el mismo concepto de manera más filosófica: "Somos los Eternos. Somos la corte de último recurso para la humanidad y para todos los seres vivos en la Tierra. [...] No elegimos bando. Los países son líneas en el arena, los imperios surgen y caen. Somos eternos. Seguiremos aquí mañana, y dentro de cien siglos".

## Inclusión en el Universo Marvel
En su primera concepción, los eternos no formaban parte del Universo Marvel, Jack Kirby prefirió trabajar con completa libertad. Pero luego, los directivos se vieron en el dilema de si incluirlos de todas formas o no. Cada postura tenía ventajas y desventajas. 
La ventaja principal sería el poder disponer de los personajes y conceptos desarrollados allí, que de otra forma se perderían. Sersi tuvo una notoria participación entre los Vengadores, y los celestiales fueron utilizados en importantes sagas cósmicas. 
La desventaja es que, al estar todo situado en un universo de ficción diferente, al combinarlos se pueden dar situaciones incoherentes o hasta contradictorias que no lo serían de otra forma. La aparición de dos nuevas razas divergentes de la humanidad o incluso de una raza extraterrestre como la de los celestiales deja de ser tan impactante si se da en un contexto donde ya existen tales razas o entidades. Por otra parte, Olympia, el eterno "olvidado" y el propio Zuras son claras referencias a Hércules, Zeus y el Monte Olimpo de la Mitología griega, referencias que no encajan en el Universo Marvel que ya tiene su propia visión sobre la naturaleza de los dioses griegos, e incluso a su propio Hércules.
Pero seguramente el aspecto decisivo que inclinó la balanza a favor de la inclusión fue el hecho de que la historia haya quedado inconclusa. Añadida al Universo Marvel, el juicio de los celestiales pudo acabarse en la serie de Thor. 

### Alteraciones
Para introducir a los eternos dentro del universo Marvel se utilizó básicamente la colección What If (¿Qué pasaría si...?, una colección dedicada a describir realidades alternas) entre los números 23 a 30, y la colección regular de Thor. 
En los números de What If? mencionados se cuenta sobre la llegada de la primera hueste celestial, y luego de esta los eternos crearon la gran ciudad Titanos. Hubo discusiones sobre la postura de los eternos respecto de las demás razas, con Cronos a favor de la paz y la investigación y Urano a favor del expansionismo militar, sus discusiones llegaron al punto de provocar una guerra civil. Urano fue derrotado y expulsado de la tierra. 
Los veinte exiliados consiguieron aterrizar en el planeta Urano, donde encontraron una base abandonada de los extraterrestres Kree, que habían visitado el sistema poco antes. Destruyeron al Centinela que la vigilaba, y la destrucción del robot fue advertida automáticamente por los Kree, que enviaron una flota de naves a investigar. Para cuando llegaron Urano y sus seguidores habían armado una nave espacial para volver a la tierra, la cual destruyeron cuando pasaban cerca de Saturno. Los eternos no murieron, y lograron aterrizar en la luna Titán. Finalmente desistieron de sus impulsos guerreros, y formaron una civilización allí. Por su parte, los Kree se asombraron por el avanzado desarrollo biológico de los eternos, y realizaron una segunda expedición a la Tierra para experimentar. Trabajando con algunos seres humanos, crearon la raza de los Inhumanos.
Por su parte, al aislar los componentes básicos de la vida, hubo un gran estallido en el laboratorio de Cronos, quien se volvió uno con el universo. Esa explosión también les otorgó la inmortalidad a los eternos. Creando la primera Unimente, decidieron que Zuras fuese su líder, por lo que Alars (el otro hijo de Cronos) marchó a las estrellas, y se unió a los eternos refugiados en Titán. 
Se debe mencionar que estos eternos y su ciudad en Titán son los mismos entre quienes surgió el temible Thanos. Alars es de hecho Mentor, su padre. 
Estas son las diversas alteraciones o agregados a la historia original de Jack Kirby, mencionados en éstos u otros cómics. 
- El origen de la humanidad ya no es atribuido a los celestiales. Dieron origen a eternos y desviantes, pero la humanidad surgió de homínidos que siguieron adelante con su evolución natural.

- En cambio, a dichos homínidos se les otorgó un gen latente especial que permitiría que un día los seres humanos desarrollaran superpoderes. La llegada de la Cuarta Hueste fue provocada por el masivo surgimiento de dicho gen en la raza de los mutantes.

- Las masivas inundaciones de la Segunda Hueste que destruyeron a Lemuria hundieron también a Atlantis, la ciudad de Namor.

- Después de la Tercera Hueste, Odín, Zeus y otros dioses se comprometieron a no influir activamente en la historia humana.

- Se supo que también la capacidad metamórfica de los skrulls es producto de manipulaciones de los celestiales.

## Razas
- Los Eternos: son seres inmortales que no envejecen y son casi imposibles de matar (aunque no del todo imposible, como se vio en el último número). Tienen el poder de levitar, manipular la materia a nivel atómico, desprender rayos devastadores, e incluso un pequeño nivel de telepatía. Y además Zuras puede transformarse en fuego y los demás eternos entrar en él y conformar un organismo colectivo conocido como la Unimente (los seres humanos también pueden participar en ese ritual).

- - Una familia de los eternos son los Eternos Polares, algo más violentos y menos pacíficos que los demás eternos.

- Los Desviantes: Una raza de seres deformes de variados aspectos. Su único "poder" como raza es una pequeña capacidad de alterar su aspecto exterior. Son extremadamente crueles y malvados, y realizan combates similares a los de los gladiadores romanos. Viven en la ciudad de Lemuria, situada bajo el mar, pero no respiran bajo el agua, la ciudad tiene su propia atmósfera.

- Entre los Desviantes están los de aspecto más o menos humanoide, y los Mutados, aquellos de aspectos realmente monstruosos y gran poder físico. Los Mutados no deben ser confundidos con los mutantes del Universo Marvel. Los Mutados son considerados un castigo de los dioses por el resto de los desviantes, quienes tienen toda clase de sistemas para deshacerse de ellos (los sacrifican en purgas, los hacen luchar a muerte en el circo, los usan como carne de cañón para su ejército, etc.).

- Los Humanos, a diferencia de la raza humana real vivieron un tiempo bajo la brutal dominación del imperio Desviante.

- Los Celestiales son seres alienígenas gigantescos que recorren el cosmos realizando experimentos en los diversos planetas que encuentran. Nunca hablan, y se cubren de diversas armaduras de variados aspectos. Sus poderes y tecnologías son incomprensibles, pero en definitiva es solo poderosa tecnología. No son realmente dioses pero son mucho más poderosos que la mayoría de los padres celestiales que son los jefes de los panteones de dioses.

## Miembros

### Generaciones
Los Eternos se dividen en cinco grupos generacionales diferentes:
- Primera Generación Eterna (los nacidos antes de la caída de Titanos): Arlok, Astron, Daina, Kronos / Chronos / Chronus, Maestro Elo, Oceanus, Shastra, Thyrio, Uranos.
- Segunda Generación Eterna (los que estaban vivos en el momento del experimento de Chronus) Mentor (A'Lars), Amaa, Cybele, Forgotten One/Gilgamesh, Helios, Perse, Rakar, Tulayn, Valkin, Virako, Zuras.
- Tercera Generación Eterna (los nacidos después del experimento de Chronos pero antes del Segundo Anfitrión): Aginar, Ajak, Arex, Atlo, Domo, Ikaris, Interloper, Mara, Phastos, Sigmar, Thanos, Thena, Veron, Zarin, Eros.
- Cuarta Generación Eterna (los nacidos después de la llegada de la Segunda Hueste, hace 20.000 años): Argos, Ceyote, Chi Demon, los hermanos Delphan, Druig, Khoryphos, Makkari, Psykos, Sersi, Kingo Sunen, El Vampiro.
- Quinta Generación Eterna (los nacidos después de la llegada de la Tercera Hueste, hace 3.000 años): Aurelle, Sprite, Titanis.